# Liphyra
Liphyra is een geslacht van vlinders van de familie Lycaenidae, uit de onderfamilie Miletinae.

## Soorten
- L. abbreviata Strand, 1911
- L. brassolis Westwood, 1864
- L. grandis Weymer, 1902
- L. melania Waterhouse & Lyell, 1914